# Леслі Найтон
Леслі Найтон (англ. Leslie Knighton, 15 березня 1884 — 10 травня 1959, Борнмут) — англійський футбольний тренер.

## Кар'єра тренера
Розпочав тренерську кар'єру у 1912 році, очоливши тренерський штаб клубу «Гаддерсфілд Таун».
У 1919 році став головним тренером команди «Арсенал», тренував «канонірів» шість років. Після цього у 1925–1928 роках очолював команду клубу «Борнмут».
Згодом протягом 1928–1933 років очолював тренерський штаб клубу «Бірмінгем Сіті».
У 1933 році прийняв пропозицію попрацювати у клубі «Челсі». Залишив лондонський клуб 1939 року.
Останнім місцем тренерської роботи був клуб «Шрусбері Таун», головним тренером команди якого Леслі Найтон був з 1945 по 1948 рік.
Помер 10 травня 1959 року на 76-му році життя у Борнмуті.